# Dosso Dossi
Dosso Dossi egentlig Giovanni di Lutero (født ca. 1490, død 1542 i Ferrara) var en italiensk maler af den ferraresiske skole, vist elev af Lorenzo Costa, modtog stærk påvirkning fra venetiansk kunst. 1512 virkede han i Mantova, 1532 i Trient, ellers mest i Ferrara, for hvis fyrstehus han var sysselsat, således bl.a. ved tegninger til majolikaer. Han malede alterbilleder og mytologiske og fantastiske fremstillinger: Madonna med hellige i domkirken i Modena, Kristi fødsel, De fire Kirkefædres Vision, Kirke; han har også udført gode portrætter bl.a. af Ercole I d'Este. Dossi blev føreren for ferrarisk kunst i 16. århundrede; han ejer en fortræffelig lysende kolorit, energisk karakteristik, fantasi og humor, vælger ofte fantastiske emner og råder over et vist romantisk træk, der leder tanken hen på Dossis ven og åndsbeslægtede Ludovico Ariosto. Dossi udformede også det rene genrebillede og gjorde meget ud af gengivelsen af de små ting, som frugter og blomster, og var fortræffelig i landskabet. Han arbejdede en del i fællesskab med broderen Battista Dossi; flere vægbilleder i Ferrara-slottet og grumme meget andet synes at være fremgået af dette arbejdsfællesskab, der nu er vanskeligt at udrede.